# Cadmus (insecte)
Pour les articles homonymes, voir Cadmus.
Genre
Cadmus est un genre de coléoptères chrysomelidés appartenant à la sous-famille des Cryptocephalinae. Ils sont répandus dans toute l'Australie et comprennent 5 sous-genres et 68 espèces
Ces chrysomèles produisent des œufs enfermés dans des matières fécales et les larves, encore abritées dans cet étui, se nourrissent de feuilles mortes. Les adultes se nourrissent d'eucalyptus, notamment d’Eucalyptus globulus, mais représentent rarement un problème majeur pour la sylviculture.

## Quelques espèces
- Cadmus (Brachycaulus) colossus
- Cadmus (Cadmus) alternans
- Cadmus (Cadmus) apicalis
- Cadmus (Cadmus) crucicollis
- Cadmus (Cyphodera) chlamydiformis
- Cadmus (Lachnabothra) bicornutus
- Cadmus (Prionopleura) bifasciata